# Архитектура XX века Фрэнка Ллойда Райта
Архитектура XX века Фрэнка Ллойда Райта — избранные восемь зданий, построенных архитектором Фрэнком Ллойдом Райтом в США и входящих во Всемирное наследие. Эти сооружения были спроектированы в гармонии с органической архитектурой. Работы Райта оказали влияние на архитектуру XX века по всему миру.

## Фрэнк Ллойд Райт
Фрэнк Ллойд Райт (1867–1959) вырос в сельской местности Висконсина и изучал гражданское строительство в университете Висконсина. Затем он учился у известных архитекторов, таких как Луис Салливан,  в Чикагской архитектурной школе. В 1893 году Райт открыл свою собственную успешную практику в Чикаго, и построил дом-студию в Ок-Парке. В XX веке он стал одним из наиболее известных архитекторов в мире.

## Номинация
В 2008 году, благодаря усилиям некоммерческой организации Frank Lloyd Wright Conservancy, коллекция была включена в предварительный список всемирного наследия и состояла из десяти зданий архитектора. В 2011 года она увеличилась до одиннадцати. Затем был удалён S. C. Johnson & Son Inc. Administration Building and Research Tower расположенный в Расине. Заявка 2015 года на включение в список была передана ЮНЕСКО в июле 2016 года. Frank Lloyd Wright World Heritage Council тесно сотрудничал со Службой национальных парков США и ЮНЕСКО пересмотрела первоначальное предложение и приняла соответствующие изменения.
В декабре 2018 года, пересмотренное предложение было представлено восемью зданиями, не считая Price Tower в Бартлсвилле, и Marin County Civic Center в Сан-Рафеле, исключённых из предложения. В июне 2018 года, Международный совет по сохранению памятников и достопримечательных мест дал положительную рекомендацию. Объекты были внесены в список всемирного наследия в июле 2019 года.

## World Heritage listing
Восемь зданий характерных архитектуре Райта избранных для Всемирного наследия были спроектированы в первой четверти XX века. Первое здание, Unity Temple (001), было построено в 1908 году. Строительство последнего, The Guggenheim (008), было закончено в 1959, одновременно со смертью Фрэнка Лойда Райта, начавшего работы над музеем в 1940-х годах.
| Изображение | ID          | Название                       | Место                                  | Описание | Координаты                       | Слбственная площадь [Буферная зона]           |
| ----------- | ----------- | ------------------------------ | -------------------------------------- | --- | -------------------------------- | --------------------------------------------- |
|             | 1496rev-001 | Unity Temple                   | Ок-Парк (Иллинойс)                     | Построенное в 1908 году, это беспрецедентное церковное здание использовало по-новому железобетон, создавая наполненное светом пространство с "цветами природы". Благодаря использованию этого единственного материала его считают первым "современным зданием" в мире. | 41°53′18″ с. ш. 87°47′48″ з. д.  | 0,167 га (0,41 акра) [10,067 га (25 акров)]   |
|             | 1496rev-002 | Дом Роби                       | Чикаго                                 | Этот частный дом 1910 года считается шедевром архитектуры Школы прерий. Его "широкие горизонтальные линии, низкие консольные крыши с нависающими карнизами и открытая внутренняя планировка… олицетворяют стремление Райта проектировать сооружения в гармонии с природой". Существенным вкладом в концепцию привнесения природы в помещение являются 175 окон и дверей из свинцового стекла, дизайн которых представляет собой "абстракцию органических форм".. | 41°47′23″ с. ш. 87°35′45″ з. д.  | 0,130 га (0,32 акра) [1,315 га (3,2 акров)]   |
|             | 1496rev-003 | Taliesin                       | Spring Green, Сок (округ, Висконсин)   | Начатое в 1911 году и так и не было закончено, Taliesin стал домом и студией Райта. Он построил большое поместье на вершине хребта, чтобы быть на холме. Возможно, это его самое обширное и самое продолжительное исследование органической теории архитектуры и школы прерий. | 43°08′30″ с. ш. 90°04′15″ з. д.  | 4,931 га (12 акров) [200,899 га (500 акров)]  |
|             | 1496rev-004 | Дом мальвы                     | Лос-Анджелес                           | Первый заказ Райта в Лос-Анджелесе, Hollyhock House (построенный в 1918-1921 гг.), должен был стать частью художественной колонии и комплекса живых театров в East Hollywood, построенный примерно в то время, когда кинобизнес в Южной Калифорнии только начинал развиваться. Работы Райта и его молодых учеников стали трамплином к тому, что стало известно как калифорнийский модернизм. Структура "бесшовно объединяет внутренние помещения с открытыми садами и жилыми помещениями". | 34°05′59″ с. ш. 118°17′40″ з. д. | 4,608 га (11 акров) [13,986 га (35 акров)]    |
|             | 1496rev-005 | Дом над водопадом              | Mill Run, Фейетт (округ, Пенсильвания) | Построенный как летний дом в 1935 году, Дом над водопадом олицетворяет идеи Райта об органической архитектуре. Расположенные как бы "плавающие" над ручьём и водопадом, его консольные террасы из скалы и геометрические железобетонные пространства сливаются с естественными скальными образованиями. Райт хотел, чтобы пара, заказавшая работу, не просто смотрела на ручей на своей даче, но и "жила с водопадом… как с неотъемлемой частью своей жизни". Американский институт архитекторов назвал Дом над водопадом "лучшим произведением американской архитектуры за все время"..             | 39°54′22″ с. ш. 79°28′05″ з. д.  | 11,212 га (28 акров) [282,299 га (700 акров)] |
|             | 1496rev-006 | Дом Герберта и Екатерины Якобс | Мадисон (Висконсин)                    | Построенный во времена Великой депрессии, идеи для дома Якобс (1937 г.) выросли из идеи городского планирования Райта, которая должна была обеспечить сообщество хорошо построенным доступным жильём для одной семьи. Первоначально Райт называл это эстетическим Usoniaн, слово, придуманное в начале 1900-х годов для обозначения "Американца". Работая с бюджетом менее 5000 долларов, Райт объединил свой открытый план дизайна, функциональные пространства и использование дерева, кирпича, окрашенного бетона и больших окон, чтобы соответствовать небольшому ландшафтному участку в районе. | 43°03′31″ с. ш. 89°26′29″ з. д.  | 0,139 га (0,34 акра) [1,286 га (3,2 акров)]   |
|             | 1496rev-007 | Taliesin West                  | Скотсдейл                              | В 1937 году Райт начал строить свой зимний дом, студию и центр архитектурного сообщества в предгорьях Аризонского горного массива McDowell Mountains. Недвижимость была спроектирована Райтом и его учениками и построена с использованием древесины, местного камня, песка и бетона. Taliesin West был расположен в ландшафте с перекрывающимися внутренними и внешними комнатами, треугольным садом с местными растениями и треугольным бассейном. | 33°36′22″ с. ш. 111°50′45″ з. д. | 4,285 га (11 акров) [198,087 га (490 акров)]  |
|             | 1496rev-008 | Музей Соломона Гуггенхейма     | Нью-Йорк                               | Работа Райта для Фонда Гуггенхайма в 1940-х и 1950-х годах переосмыслила современное музейное здание как место для разговора с искусством внутри. Райт также считал важным разместить музей напротив природных зон в Центральном парке, и он включил извилистые формы природы в спиральную структуру. | 40°46′59″ с. ш. 73°57′32″ з. д.  | 0,251 га (0,62 акра) [2,164 га (5,3 акров)]   |